# Budó Ágoston
Budó Ágoston (Budapest, 1914. március 4. – Szeged, 1969. december 23.) Kossuth-díjas fizikus, egyetemi tanár, a Magyar Tudományos Akadémia rendes tagja. 1961 és 1969 között az akadémia elnökségi tagja.
Kutatási területe: molekula-színképek, dielektrikumok fizikája, molekuláris lumineszcencia.

## Életpályája
Egyetemi tanulmányait a Budapesti Tudományegyetemen végezte 1931–1936 között. 1936-1937-ben belföldi kutatóösztöndíjas volt. 1937–1938-ban Berlinben a Kaiser-Wilhelm-Institut ösztöndíjasa volt, a Nobel-díjas Peter Debye (1884-1966) professzor mellett dolgozott. 1940-től a Budapesti Tudományegyetemen volt tanársegéd, s még ugyanebben az esztendőben A molekulák fizikája témakörben magántanárrá habilitálták. 1949-től a Debreceni Tudományegyetem tanára volt. 1950-től a Szegedi Tudományegyetem Kísérleti Fizika tanszékét vezette. 1952-ben érte el a fizika tudományok doktora fokozatot. Az MTA levelező tagjainak sorába 1950-ben, rendes tagjai közé 1960-ban választották be.
Két tanéven át (1958/59, 1959/60) a Természettudományi Kar dékánjává választották. Ezzel egyidejűleg 1960-1969 között az MTA Lumineszcencia és Félvezető Tanszéki Kutató Csoport vezetését is ellátta. 1954-1969 között a Szegeden kiadott Acta Physica et Chemica című folyóiratot szerkesztette. Az Eötvös Loránd Fizikai Társulat vezetőségi tagja, 1950-től e társulat Csongrád megyei csoportjának elnöke. 1964-1969 között az MTA III. osztályának titkára volt. 1959–1969 között a Fizikai Szakbizottság elnöki tisztét is ellátta.
Életének utolsó két évtizedét (1950-1969) Szegeden élte le a Kísérleti Fizikai Tanszék élén és Berzsenyi utcai otthonában, de mint tudományos közéleti tevékenységéből láthatjuk, a budapesti és - az MTA-n keresztül - a nemzetközi szakmai körökkel is folyamatosan tartotta a kapcsolatot. 1957-ben például a Kísérleti Fizika Tanszéken tartott előadást Raman Chandrasekhara Venkata, indiai Nobel-díjas fizikus. Budó rövidebb külföldi tanulmányutakat is tett, a Szovjetunióba (1953), Angliába (1954), NDK-ba (1955, 1958), Franciaországba (1960), Lengyelországba, Jugoszláviába (1963), Dániába (1965). 1969-ben a Budapest és Szeged között közlekedő vonaton érte a halál, a szegedi Belvárosi temetőben nyugszik.

## Munkássága
Jelentős a tudománypolitikai és tudományszervezői munkássága is, behatóan foglalkozott az oktatás korszerűsítésének kérdéseivel. Jeles egyetemi tankönyvíró volt. Tudományos munkásságának egyik fontos területe a kétatomos molekulák színképvizsgálata. Legtöbbet idézett munkája egy 1935-ös tanulmánya, melyben a triplett sávok intenzitáseloszlásáról értekezett. Más irányú vizsgálataiban a poláris molekulákat tartalmazó folyadékok nagyfrekvenciás elektromos térben való viselkedésével foglalkozott, mellyel a Debye-elméletet tette megalapozottabbá. Szegeden szekunder-lumineszcencia vizsgálatokat végzett. Tudományos közleményeit gyakran publikálta német, angol nyelven.

## Művei (válogatás)

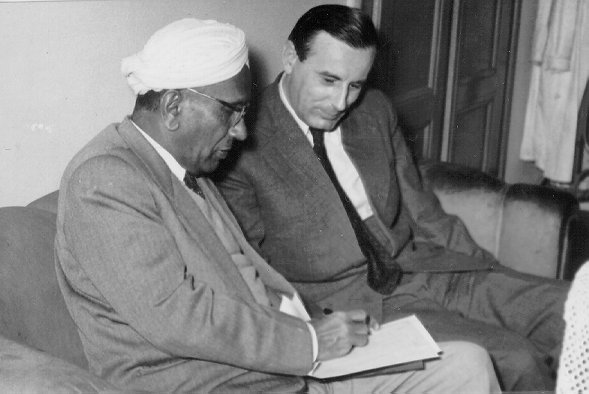
Budó (jobbra) Raman, Chadrasekhara Venkatan (balra), Nobel-díjas fizikussal beszélget, 1957. SZTE fotóarchívumából

- Über die Triplett-Bandentermformel (Zeitschrift für Physik, 1935)
- Die Rotationskonstanten… (Zeitschrift für Physik, 1936)
- Über den Zeeman-Effekt (Zeitschrift für Physik, 1936)
- A triplett molekulatermekről és triplett sávok intenzitásáról (1936)
- The influence of secondary fluorescence on the emission spectra of luminescent solutions (Ketskeméty Istvánnal) J. Chem. Phys. (1956)
- Vizsgálatok a molekuláris lumineszenncia köréből. Akadémiai székfoglaló előadás, (1961)
- Theoretische Mechanik (Berlin, 1969). Erste deutsche Auflage im Verlag der Wissenschaften (VEB), Berlin, 1956.
- Mechanika (Budapest, 1972)
- Kísérleti fizika (I. Budapest, 1962, II. Budapest, 1968, III. Budapest, 1974)

## Tudományos tisztség
- MTA Elnökségi tag (1961-1969)
- Szegedi Akadémiai Bizottság, elnök (1961-1969)
- Matematikai és Fizikai Tudományok Osztálya titkár (1964-1969)
- Fizikai Szakbizottság, elnök (1961-1969)

## Társasági tagság
- Eötvös Loránd Fizikai Társulat, vezetőségi tag (1950-1969)
- Csongrád megyei Csoport, elnök (1950-1969)

## Emlékezete

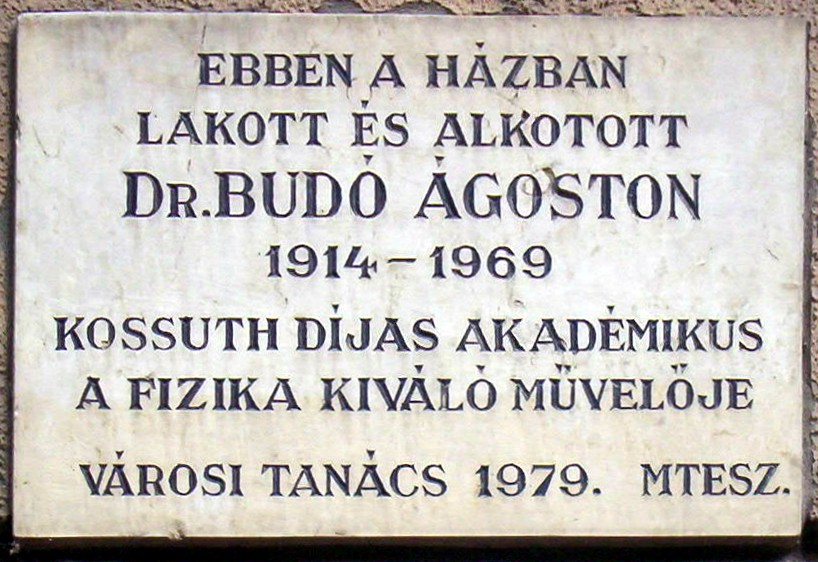
Budó Ágoston emléktáblája Szegeden

- Budó Ágoston tiszteletére 1979-ben mészkőből készült emléktáblát helyeztek el lakóházának falán, Szegeden, a Berzsenyi utca 1. sz. alatt.[7]"
- Az Eötvös Loránd Fizikai Társulat 1994-ben egyik tudományos díját Budó Ágostonról nevezte el. Lásd Budó Ágoston-díj.
- Nevét viseli a Szegedi Tudományegyetem Természettudományi Karán a Kísérleti Fizikai tanszékének legnagyobb előadóterme.

## Kitüntetések
- Kossuth-díj (1951)
- Munka Érdemrend arany fokozat (1953)
- Az oktatásügy kiváló dolgozója (1956, 1961)
- SZAB[8]-emlékérem (1986, posztumusz)
- Magyar Örökség díj (2000, posztumusz)